# دحل أبو طوطاحة
دحل أبو طوطاحة هو أحد الدحول الواقعة جنوب الصمان في السعودية.